# Stanisław Lasocki (geofizyk)
Stanisław Lasocki (ur. 21 maja 1951 w Bochni) – polski geofizyk.

## Życiorys
W 1968 ukończył Liceum Ogólnokształcące im. Kr. Stanisława Leszczyńskiego w Jaśle, w 1973 studia magisterskie na Wydziale Fizyki Uniwersytetu Jagiellońskiego w Krakowie, w 1979 studia doktoranckie na Wydziale Geofizyki w Akademii Górniczo-Hutniczej w Krakowie. W latach 1981–1985 był wykładowcą na Al-Fateh University w Trypolisie w Libii.
W 1991 uzyskał stopień doktora habilitowanego na Wydziale Geofizyki Akademii Górniczo-Hutniczej w Krakowie. W 1998 uzyskał tytuł profesora nadzwyczajnego, w 2006 tytuł profesora zwyczajnego, w 2010 został profesorem mianowanym Polskiej Akademii Nauk. W latach 1992–2009 był Kierownikiem Pracowni Sejsmologii Górniczej i Inżynierskiej w Akademii Górniczo-Hutniczej w Krakowie, następnie podjął pracę w Instytucie Geofizyki Polskiej Akademii Nauk w Warszawie. Do roku 2020 był członkiem Rady NCN. Jest specjalistą w dziedzinie naturalnych trzęsień ziemi i wstrząsów indukowanych na obszarach objętych eksploatacją górniczą. Był częstym gościem w Telewizji TVN w charakterze eksperta od trzęsień ziemi.

## Odznaczenia
- Złoty Krzyż Zasługi – 1999
- Medal Komisji Edukacji Narodowej – 2001[4]